# Junín de los Andes
Junín de los Andes è una cittadina della provincia di Neuquén, in Argentina. Ha una popolazione di 10 592 abitanti ed è il capoluogo del dipartimento Huiliches. È situata nella parte meridionale della provincia, ad un'altitudine di 640 metri sul livello del mare. Sulle rive del fiume Chimehuin, lungo la Ruta Nacional 234, circa 35 km a nord di San Martín de los Andes, e a 17 km dall'aeroporto Chapelco (codice CPC), che serve la regione.  In Chapelco si ubica un importante centro di sci mentre le bocche del Chimehuin sono un famoso centro di pesca sportiva di grandi trote.
Nelle prossimità di questa cittadina sottolinea l'enorme scultura del Cristo de Luz o Cristo diedi Lucce e il Parco nazionale Lanín.

## Galleria d'immagini

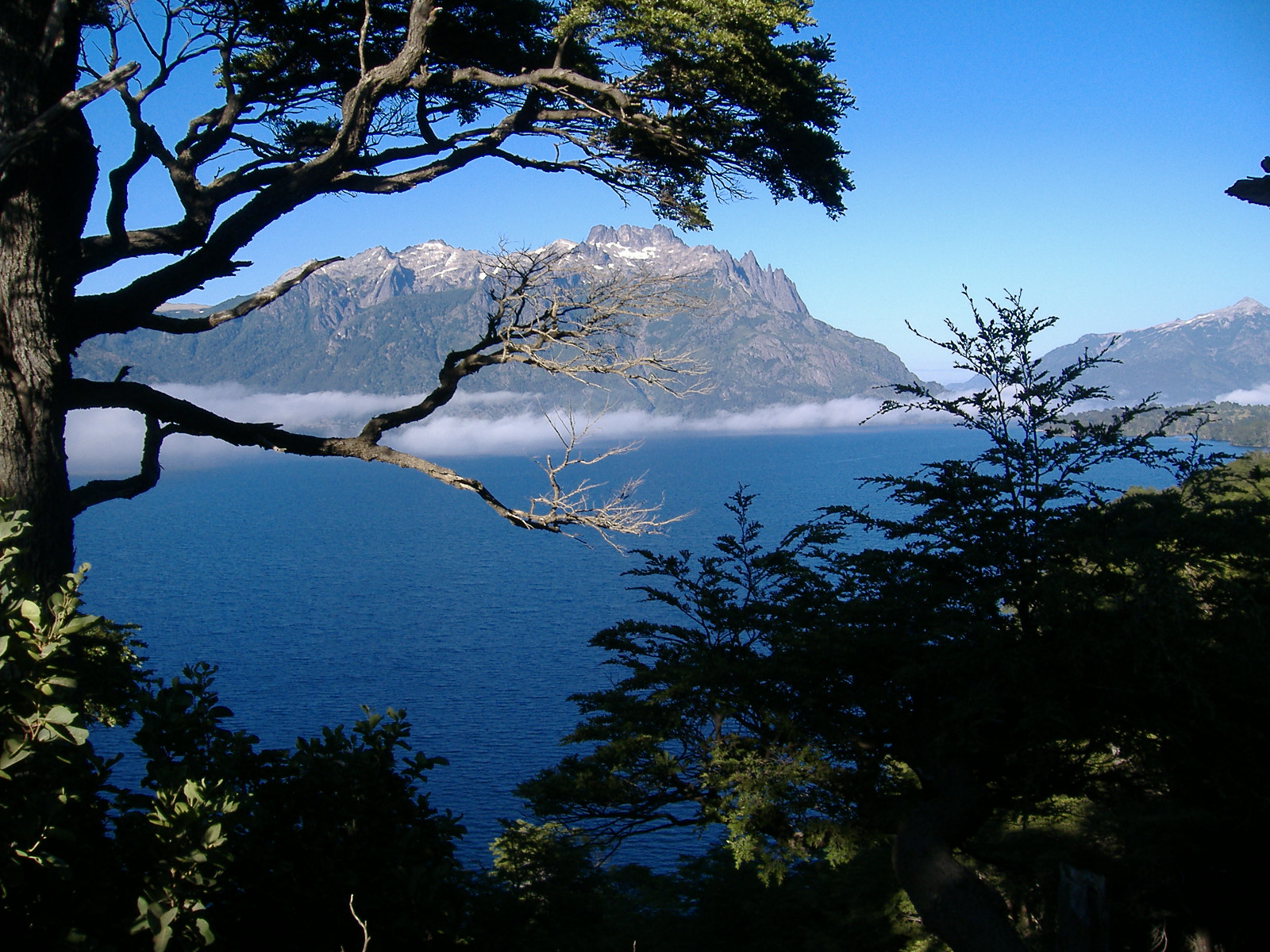
Lago Huechulaufquen
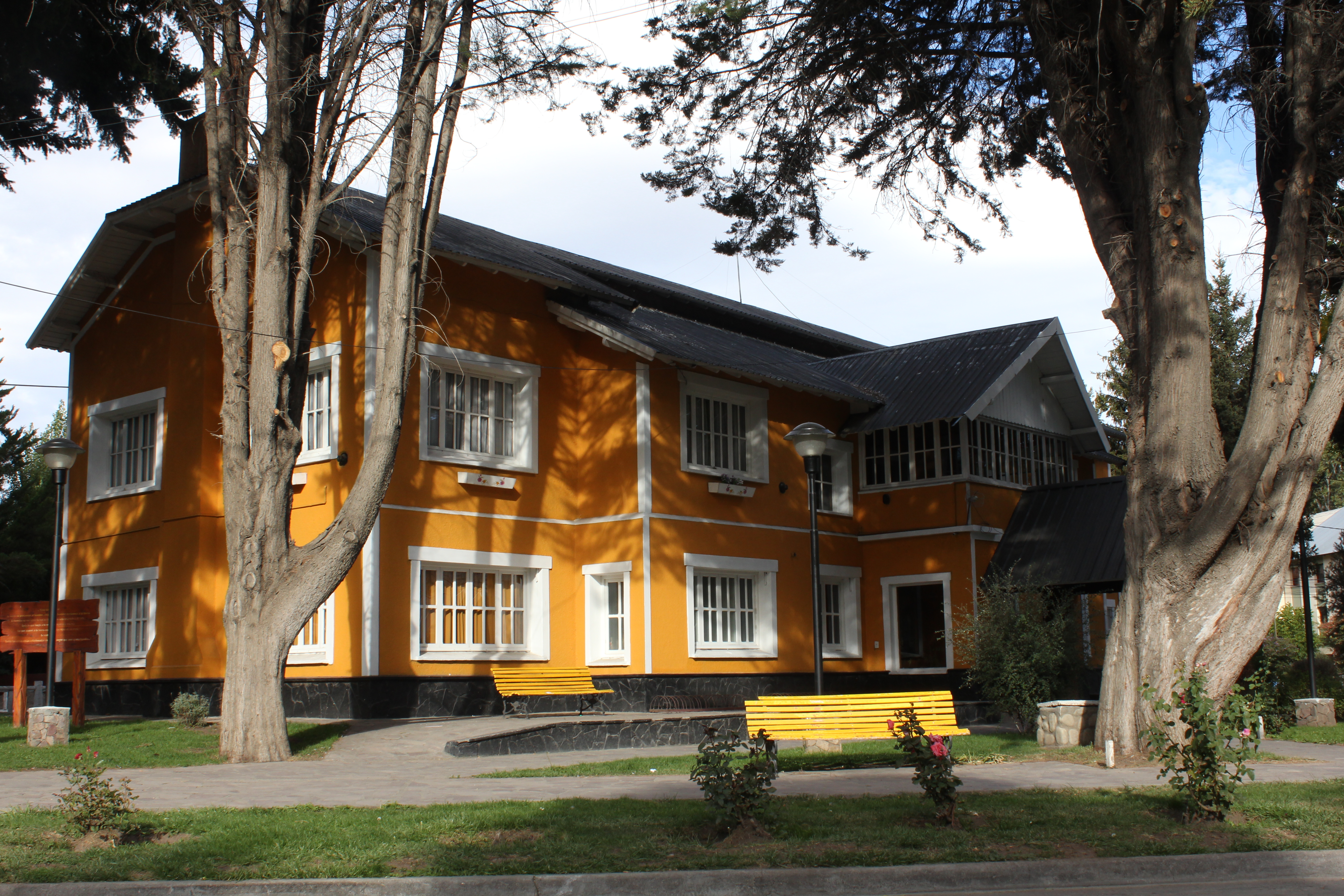
La Municipalidad o La Municipalità (Il Comune)
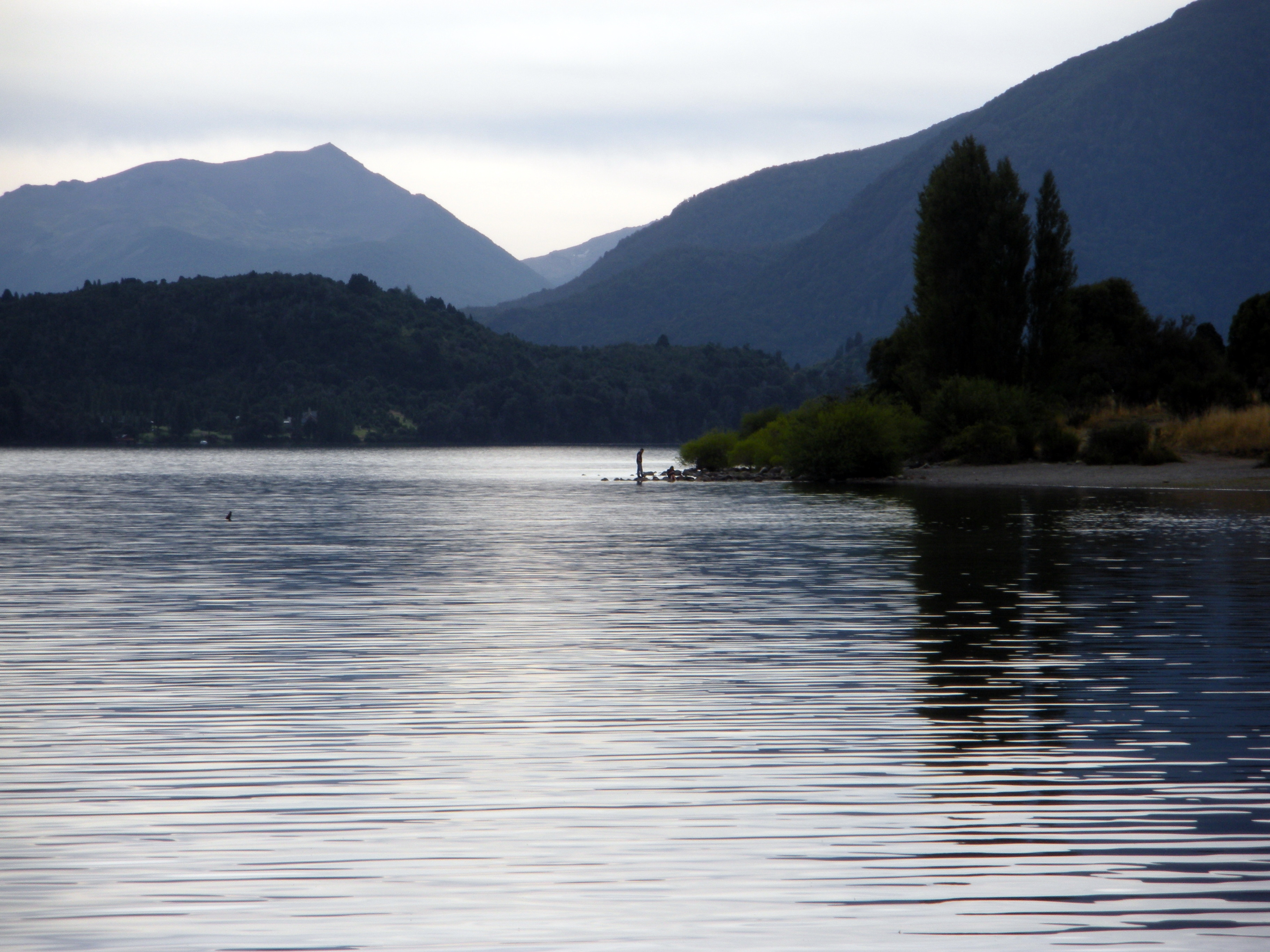
Il Lago Lolog
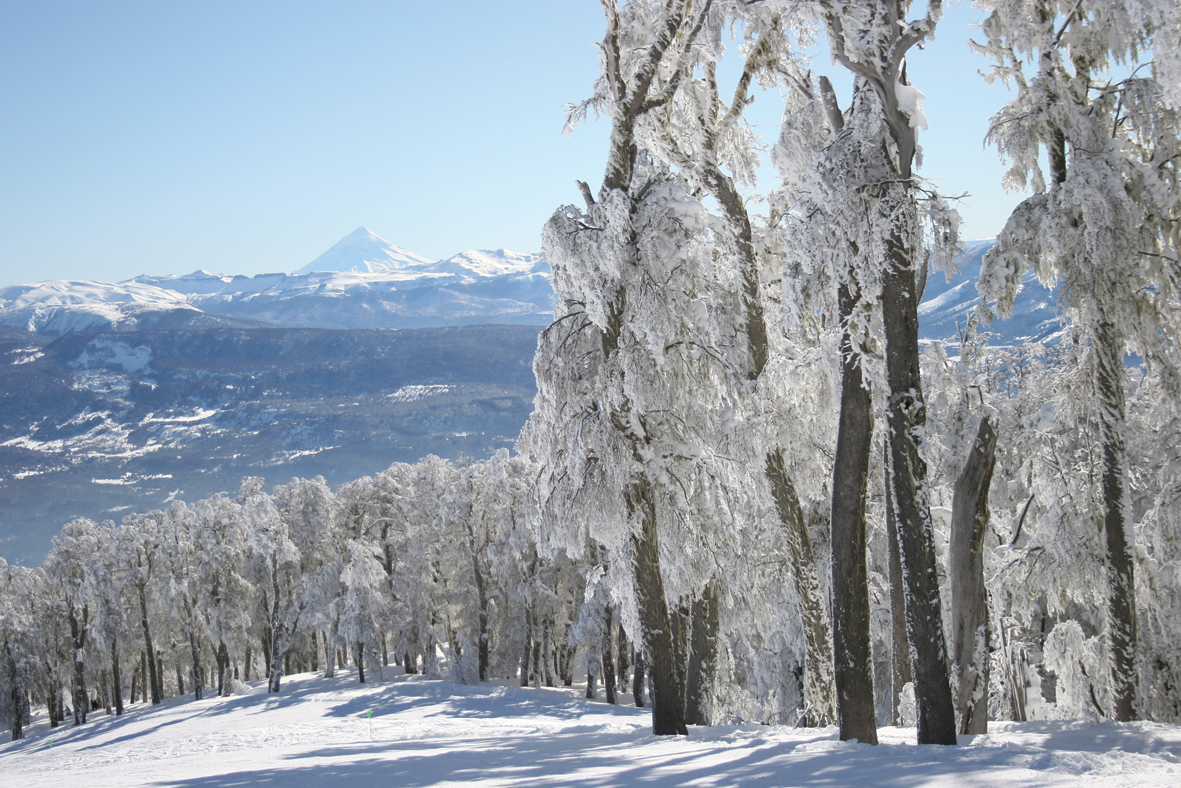
Veduta di un paesaggio nel cerro o vetta Chapelco
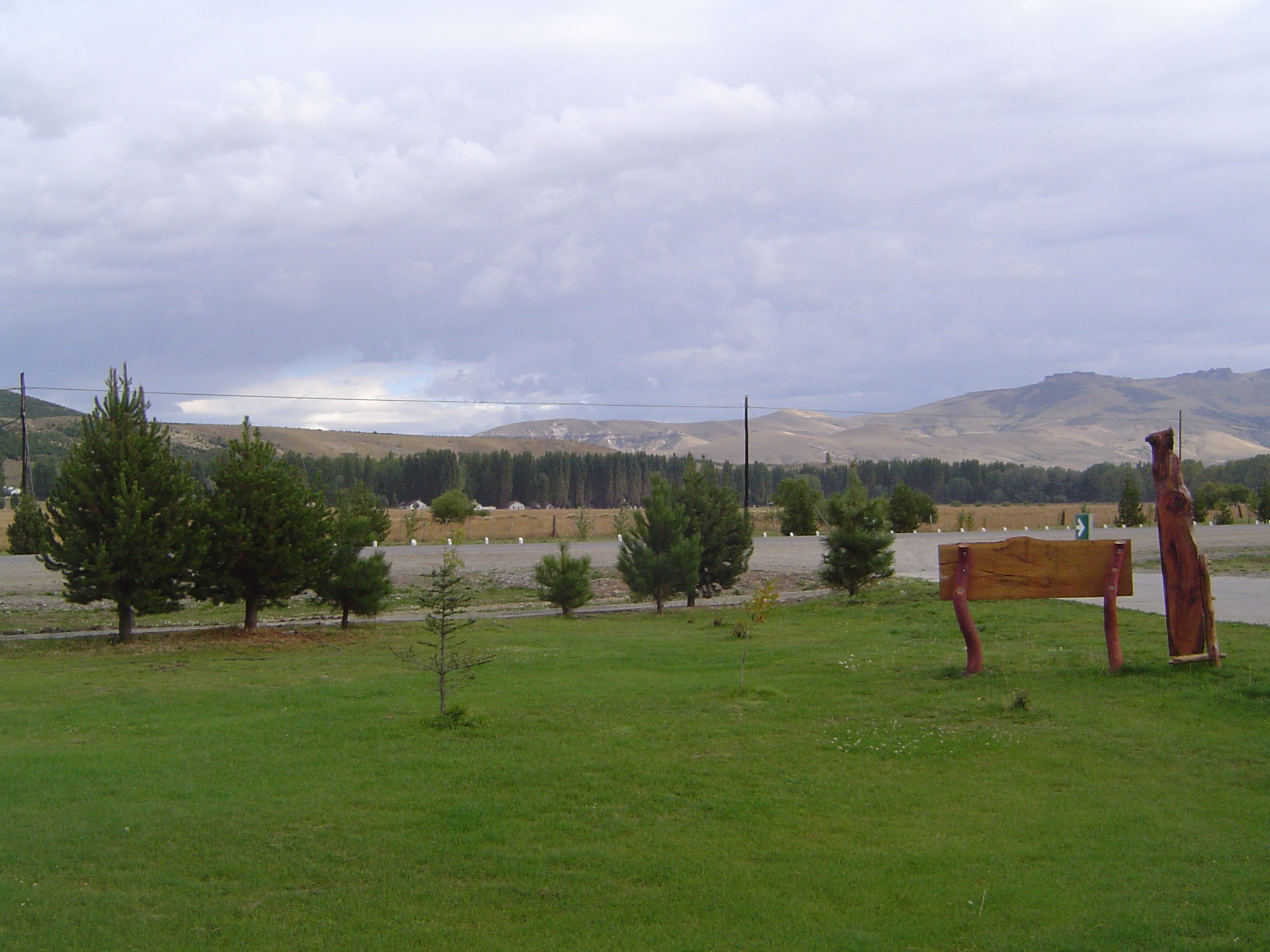
Campi di praterie nella periferia
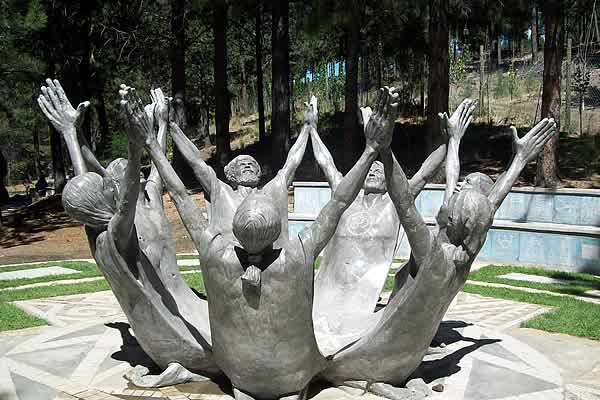
Parco Vía Christi